# Løken-Moränen
Die Løken-Moränen sind 11 km lange Moränen mit nord-südlicher Ausrichtung an der Budd-Küste des ostantarktischen Wilkeslands. Sie liegen 0,8 bis 3 km landeinwärts der Windmill-Inseln unmittelbar östlich der Basis der Clark-, der Bailey- und der Mitchell-Halbinsel.
Luftaufnahmen der US-amerikanischen Operation Highjump (1946–1947) und Operation Windmill (1947–1948) dienten ihrer Kartierung. Der US-amerikanische Polarforscher Carl Robert Eklund benannte sie nach dem norwegischen Glaziologen Olav Helge Løken (1931–2015), der 1957 zur Mannschaft auf der Wilkes-Station gehört hatte.